# Bom Jesus de Goiás
Bom Jesus de Goiás là một đô thị ở bang Goiás, Brasil. Dân số năm 2004 ước tính là 17.491 người.